# 薩蘭費河
46°09′30″N 7°01′57″E / 46.15830°N 7.03251°E

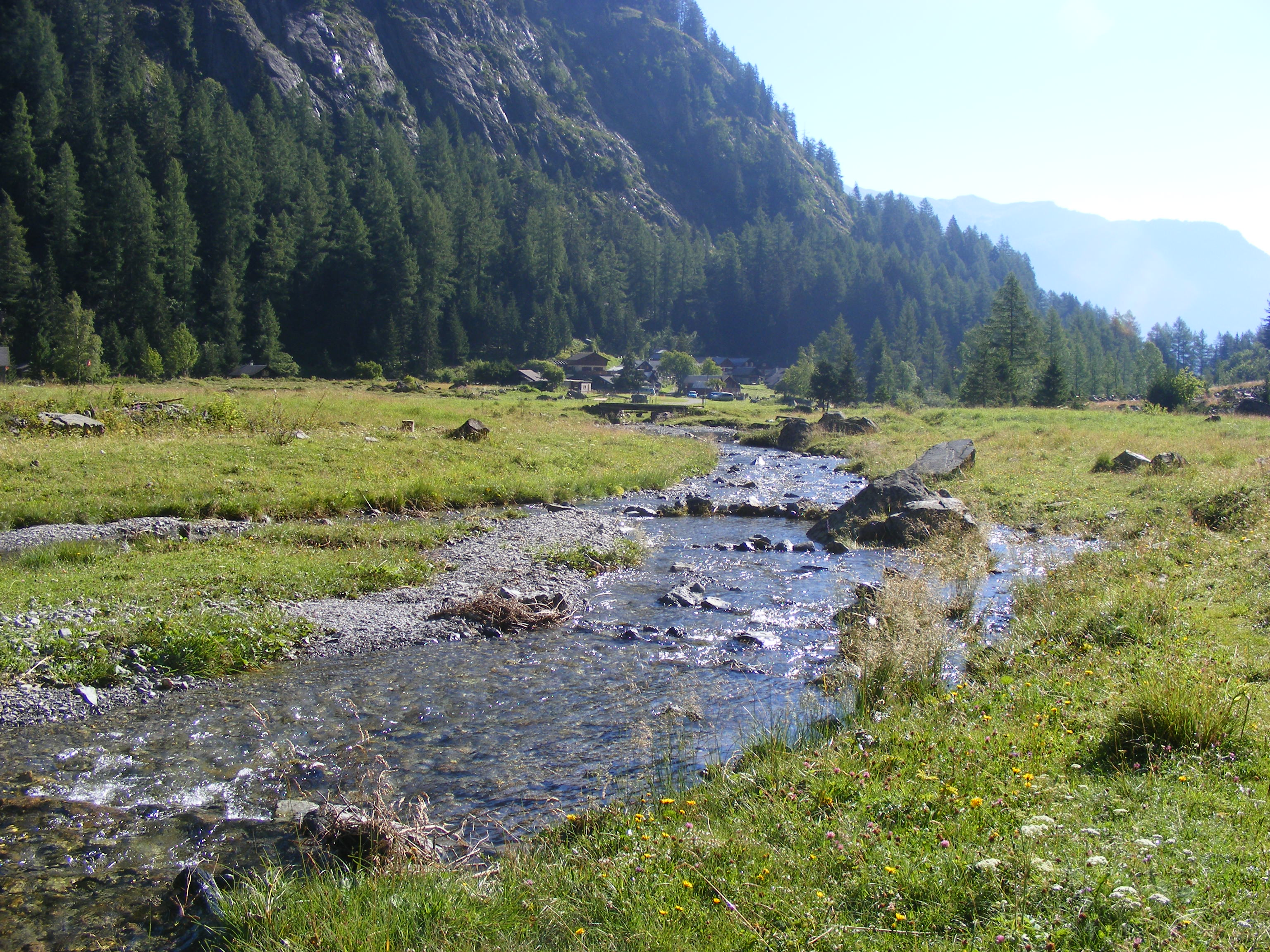

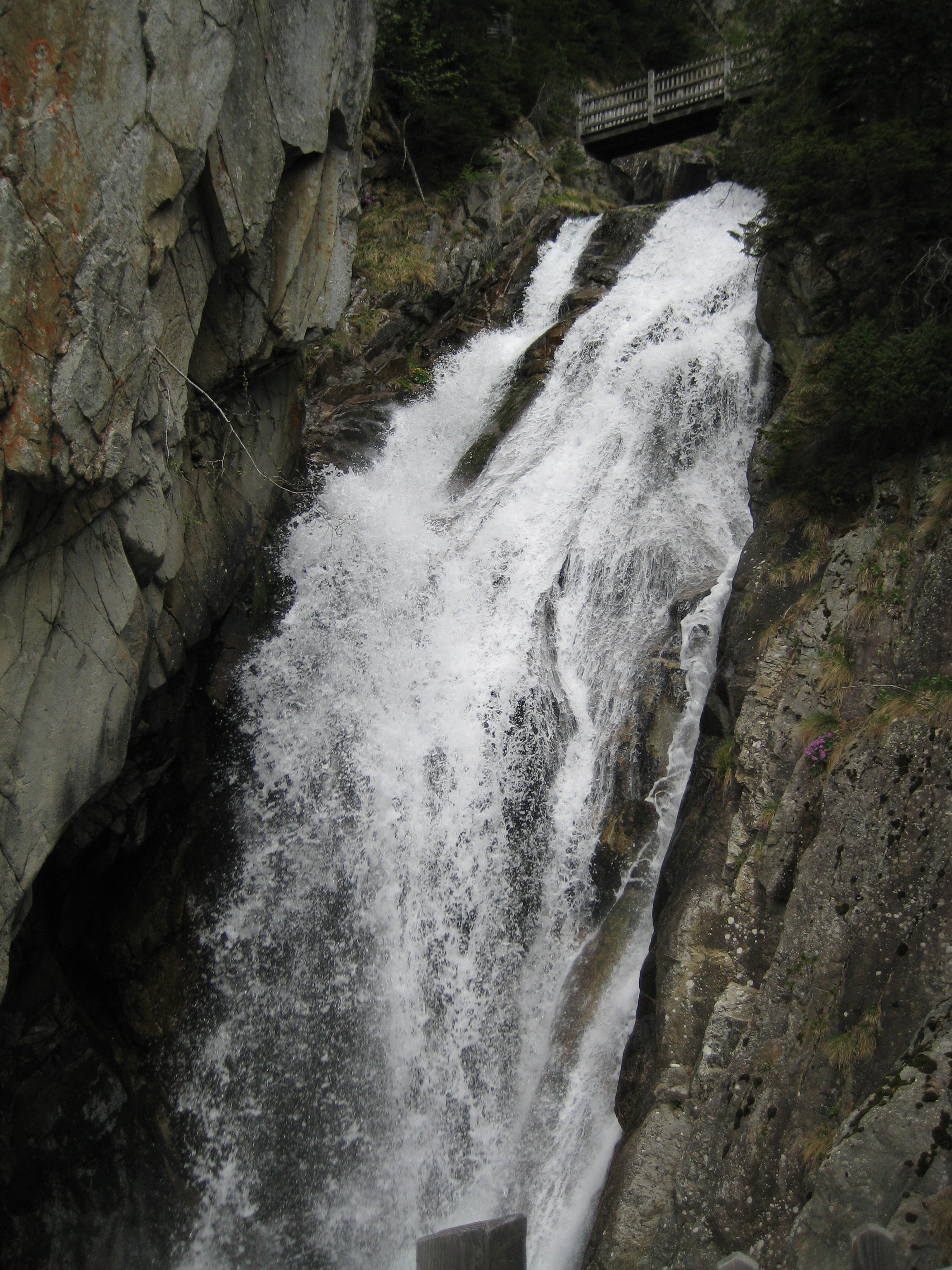

薩蘭費河是瑞士的河流，位於該國西南部，流經瓦萊州，屬於羅訥河的支流，河道全長7公里，流域面積33平方公里，該河建有水力發電設施。